# Lucimeter
Et Lucimeter eller et fotometer er et instrument til at måle intensiteten af lys. Ordet lucimeter kommer af det latinske Lux (Lucis) som betyder lys.
| Artikelstump | Spire Denne artikel om måleinstrumenter er en spire som bør udbygges. Du er velkommen til at hjælpe Wikipedia ved at udvide den. |